# Dracophyllum involucratum
Dracophyllum involucratum là một loài thực vật có hoa trong họ Thạch nam. Loài này được Brongn. & Gris mô tả khoa học đầu tiên năm 1828.